# Болезнь Блаунта
Болезнь Блаунта (синонимы: tibia vara, синдром Блаунта, синдром Блаунта-Эрлахера-Биезиня-Барбера, болезнь Эрлахера-Блаунта, синдром Мау-Нильсона) — варусная деформация (иногда вальгусная) проксимального отдела большеберцовой кости и внутренняя торсия голени, возникающая вследствие нарушения функционирования медиальной части проксимальной зоны роста большеберцовой кости. Вершина искривления обычно находится в непосредственной близости с коленным суставом.

## История
Впервые упоминается в конце XVIII — начале XIX века, как «factory leg» («фабричная нога»). Патология наблюдалась у детей и подростков, работавших на фабриках, поэтому и получила свое название.
Австрийский ортопед Эрлахер описал варусное искривление коленного сустава в 1922 году, считая его проявлением деформирующего артроза. Отдельные единичные случаи болезни опубликованы Мау и Нильсеном в 1920-х годах.
Уолтер Патнэм Блаунт — детский хирург-ортопед — подробно описал патологию в 1937 году на основе собственных 13 исследований и 15 исследований других авторов. Он выделил два ее вида - инфантильный и подростковый.
В русскоязычной литературе впервые патологию описал А.П. Биезинь (1937) и назвал её «субэпифизарная остеохондропатия большеберцовой кости».
Код в современной версии МКБ-10 — Q68.4 «Врожденное искривление большеберцовой и малоберцовой костей». Также болезнь Блаунта определяется как «юношеский деформирующий остеохондроз большеберцовой кости».

## Классификация

### Формы болезни Блаунта
- Инфантильная. Первые признаки появляются в возрасте 2-3 лет. Характерно симметричное поражение обеих голеней;
- Подростковая. Первые признаки появляются после 6 лет, поражена одна голень.

По виду деформации чаще обнаруживают О-образную деформацию, но встречается и Х-образная.

### Классификация по степени развития деформации
Выделяют 4 стадии болезни Блаунта (С.F. Smith, 1982):
- Потенциальная. Угол искривления не более 15 градусов, проявляется костный склероз в верхней части большеберцовой кости.
- Умеренная. Угол искривления 15-30 градусов, проявляется деструкцией и фрагментацией проксимального эпифиза большеберцовой кости.
- Прогрессирующая. Проявляется широкой фрагментацией и расширением проксимального эпифиза в средней части.
- Быстро прогрессирующая. Закрывается зона роста в медиальном отделе, формируется костный мостик между метафизом и эпифизом.

### Классификация болезни Блаунта по В.А. Штурму, 1963[4]
- 1 стадия. Характеризуется незначительным уменьшением высоты и ширины внутренней части эпифиза большеберцовой кости.
- 2 стадия. Расширенный медиальный отдел ростковой пластинки, появляются кистоподобные ткани в клювовидный части метафиза.
- 3-4 стадии. Заметна оссификации внутреннего отдела ростковой пластинки с искривлением оси большеберцовой кости внутрь.
- 5 стадия. Наблюдается восстановление формы эпифиза, но зона роста с латеральной стороны имеет нормальную высоту и резко сужена с медиальной стороны.

## Симптомы
Кроме явного искривление ног (до 99% случаев) пациенты часто имеют следующие симптомы:
- аномалии коленного сустава;
- аномалии метафиза большеберцовой кости;
- нарушения проксимального эпифиза в большеберцовой кости;
- остеохондрит у подростков;
- остеохондроз.

Первые признаки болезни заметны, когда ребенок начинает ходить. Наблюдается искривление голени, колени расходятся в разные стороны. Если деформация не прогрессирует, это обычный физиологическое развитие, ноги выравниваются до 3 лет. Но состояние требует наблюдения врача.
Если искривление прогрессирует, добавляются новые симптомы:
- утомляемость;
- «Утиная» походка;
- рост ниже возрастной нормы из-за коротких нижних конечностей.

## Причины возникновения заболевания
До сих пор не установлено точной причины возникновения болезни Блаунта. Считается, что к патологии приводят несбалансированные нагрузки на нижние конечности. Выделяют факторы, обусловливающие развитие болезни и ее прогрессирования:
- избыточный вес в детском возрасте;
- ребенок начал ходить рано;
- эндокринные нарушения.

## Диагностика
Точный диагноз устанавливают с помощью рентгенографии. На снимках видно искривление большеберцовой кости в верхней зоне метафиза или на границе эпифиза и метафиза. Кость в области искривления напоминает форму клюва.
Поверхность сустава большеберцовой кости скошена под углом. Высота внутреннего отдела эпифиза в 2-3 раза меньше нормы. Могут присутствовать признаки повышенной минерализации. Зона роста расширена с внутренней стороны, в старшем возрасте наблюдается закрытие зон роста.
На первых стадиях болезни, когда на рентгене не наблюдается изменения проксимальной зоны роста, проводят КТ.
Важно проводить дифференциальную диагностику, из-за сходства симптомов синдрома Блаунта с некоторыми заболеваниями:
Рахит. Авитаминоз витамина D приводит к деформации конечностей. После терапии искривление может исчезнуть. Чтобы распознать рахит и болезни Блаунта, проводят биохимический анализ крови. Для патологии присущи:
- нормальный или незначительно повышенный уровень кальцидиола (25-гидроксивитамина D);
- кальцитриол (1,25-дигидроксивитамин D) в пределах возрастной нормы;
- кальций и фосфор сыворотки крови - в пределах референтных значений;
- паратгормон в пределах возрастной нормы.
- При рахите перечисленные показатели не укладываются в норму.

Остеохондроплазии и генетические заболевания конечностей.
Рентгенограмма при различных видах дисплазии и болезни Блаунта отличается. Дополнительно проводятся анализы на выявление генетических мутаций и некоторых видов дисплазий.

## Осложнения
Без лечения деформация быстро прогрессирует. Возможные осложнения, которые влияют на качество жизни:
- хромота из-за разной длины ног;
- остеохондроз и сколиоз;
- атрофия мышц;
- плоскостопие;
- диспропорция между верхними и нижними конечностями. Руки кажутся длиннее, могут достигать колен.

При больших углах отклонения синдром Блаунта приводит к инвалидности.

## Лечение
При малейших признаках болезни все пациенты регулярно проходят обследование у детского ортопеда.
Потенциальная (первая) стадия болезни лечится массажем и ЛФК. Помогают парафин и аппликации со специальной грязью, а также ГБО-терапия. Если нужна стимуляция мышц, назначают дополнительные препараты. При наличии плоскостопия пациент должен носить специальную ортопедическую обувь.
Умеренная и прогрессирующая стадии болезни Блаунта приводят к артрозу. С целью его профилактики назначают гипсовые повязки и ортопедические изделия в сочетании с УФ-излучением. Подобные мероприятия проводятся до 5-6 летнего возраста. Если не наблюдается положительной динамики, патологию исправляют только хирургическим путем.
Операции поддерживают два направления:
Влияние на асимметричный рост кости проводят наложением специальных элементов, которые направляют рост в правильном направлении или временно блокируют его. Среди манипуляций можно выделить:
- введение костных аллотрансплантатов;
- дистракционный эпифизеолиз;
- периостеотомию;
- блокирование роста путем воздействия на ростовые зоны.

Коррекционные остеотомии фиксируют костные фрагменты в правильном положении с помощью специальных средств:
- гипсовые повязки;
- спицы;
- пластины и винты;
- компрессионно-дистракционные аппараты внешней фиксации.

Аппараты позволяют проводить операции малоинвазивным путем. После наложения конструкции пациент носит ее 3-6 месяцев для правильного сращивания костей. Существует много аппаратов с различными конструктивными особенностями. Широко известный в ортопедической практике аппарат Илизарова - первое запатентованное устройство (авторское свидетельство № 98471 от 09.06.1952). Современная медицинская база предлагает различные вариации аппарата Илизарова - Taylor Spatial Frame (TSF), Ilizarov Hexapod Apparatus (IHA), аппарат Веклича, Гудушаури и другие.

## Прогнозы
Результат лечения зависит от того, как быстро диагностировали патологию и начали ее лечение.